# Giải vô địch thế giới Liên Minh Huyền Thoại 2017
Giải vô địch thế giới Liên Minh Huyền Thoại 2017 (tiếng Anh: 2017 League of Legends World Championship) là Giải vô địch thế giới lần thứ 7 của Liên Minh Huyền Thoại. Giải đấu diễn ra từ ngày 23 tháng 9 cho đến 4 tháng 11 năm 2017 tại 4 thành phố của Trung Quốc là: Vũ Hán, Quảng Châu, Thượng Hải và Bắc Kinh. 24 đội tuyển để dự giải đấu dựa trên thứ hạng của họ tại các giải đấu khu vực. Trong số 24 đội, 12 đội sẽ dự vòng bảng trực tiếp, trong khi các đội còn lại dự vòng khởi đầu để chọn ra 4 đội cuối cùng góp mặt vào vòng bảng.
Giải đấu ở đỉnh điểm đã thu hút hơn 106 triệu người xem và hơn 75 triệu người xem trận chung kết giữa SK Telecom T1 và Samsung Galaxy
Á quân 2016 Samsung Galaxy đánh bại nhà ĐKVĐ SK Telecom T1 3-0 ở trận chung kết, giành chức vô địch lần thứ hai. Trước đây, họ đã giành chức vô địch thế giới năm 2014, khi đó với tên gọi Samsung Galaxy White. Xạ thủ của SSG - Park "Ruler" Jae-hyuk được vinh danh là MVP của trận chung kết.

## Bài hát chủ đề

Lễ khai mạc trận chung kết với hình ảnh rồng ngàn tuổi - sản phẩm của công nghệ CGI

Khai mạc trận chung kết Giải vô địch thế giới Liên Minh Huyền Thoại 2017
- Ca khúc: Legends Never Die[4]
- Biểu diễn: Against The Current

## Tổng quan

### Các đội vượt qua vòng loại
| Hạt giống | Vòng bảng                     | Vòng bảng                     | Vòng bảng                     | Vòng bảng                       |
| --------- | ----------------------------- | ----------------------------- | ----------------------------- | ------------------------------- |
| 1         | Edward Gaming (LPL#1)         | Longzhu Gaming (LCK#1)        | G2 Esports (EULCS#1)          | Flash Wolves (LMS#1)            |
| 2         | ahq e-Sports Club (LMS#2)     | Immortals (NALCS#2)           | Royal Never Give Up (LPL#2)   | Misfits (EULCS#2)               |
| 2         | SK Telecom T1 (LCK#2)         | Gigabyte Marines (GPL#1)      | Samsung Galaxy (LCK#3)        | Team SoloMid (NALCS#1)          |
| 3         | 4 đội vượt qua vòng khởi động | 4 đội vượt qua vòng khởi động | 4 đội vượt qua vòng khởi động | 4 đội vượt qua vòng khởi động   |
|           | Vòng khởi động                |                               |                               |                                 |
| 1         | Team WE (LPL#3)               | Cloud9 (NALCS#3)              | Fnatic (EULCS#3)              | Hong Kong Attitude (LMS#3)      |
| 2         | Gambit.CIS (LCL#1)            | Team oNe esports (CBLOL#1)    | Young Generation (GPL#2)      | 1907 Fenerbahçe eSports (TCL#1) |
| 3         | Lyon Gaming (LLN#1)           | Dire Wolves (OPL#1)           | Kaos Latin Gamers (CLS#1)     | Rampage (LJL#1)                 |

## Địa điểm
Vũ Hán, Quảng Châu, Thượng Hải, Bắc Kinh là bốn thành phố được chọn để tổ chức giải đấu.
| Vũ Hán, Hồ Bắc                            | Quảng Châu, Quảng Đông         |
| ----------------------------------------- | ------------------------------ |
| Vòng khởi động & Vòng bảng                | Tứ kết                         |
| Nhà thi đấu Vũ Hán                        | Nhà thi đấu Quảng Châu         |
| Sức chứa: 7.000                           | Sức chứa: 10.000               |
| 23 tháng 9 – 15 tháng 10                  | 19 tháng 10 – 22 tháng 10      |
|                                           |                                |
| Vũ HánQuảng ChâuThượng HảiBắc Kinh        |                                |
| Thượng Hải                                | Bắc Kinh                       |
| Bán kết                                   | Chung kết                      |
| Trung tâm Thể thao Phương Đông Thượng Hải | Sân vận động Quốc gia Bắc Kinh |
| Sức chứa: 18.200                          | Sức chứa: 91.000               |
| 28 tháng 10 – 29 tháng 10                 | 4 tháng 11                     |
|                                           |                                |

## Vòng khởi động
Vòng khởi động (Play-in) là vòng đấu xác định 4 đội tuyển cuối cùng góp mặt vào Vòng bảng Giải vô địch thế giới Liên Minh Huyền Thoại 2017. Có tất cả 12 đội tham dự vòng này. Các đội tham dự vòng khởi đầu bao gồm 4 đội có thứ hạng ba tại Các Giải đấu Liên Minh Huyền Thoại của Trung Quốc (LPL), Đài Loan/Hồng Kông/Ma Cao (LMS), Bắc Mỹ (NA LCS), Châu Âu(EU LCS); đội Á quân của Đông Nam Á (GPL); và các đội vô địch tại các khu vực Nhật Bản (LJL), Brazil (CBL), Mexico(LLN), Nam Mỹ Latinh (CLS), Thổ Nhĩ Kỳ (TCL), Đông Âu (CIS), châu Đại Dương (OPL).

### Bảng A
| 1 | Team WE     | ~   | 2-0 | 2-0 | 4 | 0 | 4  |
| 2 | Lyon Gaming | 0-2 | ~   | 2-0 | 2 | 2 | 0  |
| 3 | Gambit.CIS  | 0-2 | 0-2 | ~   | 0 | 4 | -4 |

### Bảng B
| 1 | Cloud9           | ~   | 2-0 | 2-0 | 4 | 0 | 4  |
| 2 | Team oNe esports | 0-2 | ~   | 2-1 | 2 | 3 | -1 |
| 3 | Dire Wolves      | 0-2 | 1-2 | ~   | 1 | 4 | -3 |

### Bảng C
| 1 | Fnatic            | ~   | 1-1 | 2-0 | 3 | 1 | 2  |
| 2 | Young Generation  | 1-1 | ~   | 1-1 | 2 | 2 | 0  |
| 3 | Kaos Latin Gamers | 0-2 | 1-1 | ~   | 1 | 3 | -2 |

### Bảng D
| 1 | 1907 Fenerbahçe eSports | ~   | 2-1 | 2-0 | 4 | 1 | 3  |
| 2 | Hong Kong Attitude      | 1-2 | ~   | 2-0 | 3 | 2 | 1  |
| 3 | Rampage                 | 0-2 | 0-2 | ~   | 0 | 4 | -4 |

### Vòng hai
Các cặp đấu được bốc thăm ngẫu nhiên. Đội nhất bảng sẽ gặp đội nhì của các bảng còn lại.
|  | Trận 1      |             |   |  |
|  |             |             |   |  |
|  | Cloud9      | Cloud9      | 3 |  |
|  | Cloud9      | Cloud9      | 3 |  |
|  | Lyon Gaming | Lyon Gaming | 0 |  |

|  | Trận 2             |                    |   |  |
|  |                    |                    |   |  |
|  | Fnatic             | Fnatic             | 3 |  |
|  | Fnatic             | Fnatic             | 3 |  |
|  | Hong Kong Attitude | Hong Kong Attitude | 0 |  |

|  | Trận 3           |                  |   |  |
|  |                  |                  |   |  |
|  | 1907 Fenerbahçe  | 1907 Fenerbahçe  | 3 |  |
|  | 1907 Fenerbahçe  | 1907 Fenerbahçe  | 3 |  |
|  | Team oNe esports | Team oNe esports | 1 |  |

|  | Trận 4           |                  |   |  |
|  |                  |                  |   |  |
|  | Team WE          | Team WE          | 3 |  |
|  | Team WE          | Team WE          | 3 |  |
|  | Young Generation | Young Generation | 0 |  |

## Vòng bảng
Vòng bảng chính thức của Giải vô địch thế giới Liên Minh Huyền Thoại 2017 là sự góp mặt của 12 đội tuyển có suất trực tiếp tham dự cùng với 4 đội giành chiến thắng tại Vòng khởi đầu. Các đội tuyển có suất trực tiếp bao gồm: 3 đội Hàn Quốc (LCK), 2 đội tới từ mỗi khu vực của Châu Âu (EU LCS), Bắc Mỹ (NA LCS), Trung Quốc (LPL), Đài Loan/Hồng Kông/Ma Cao (LMS) và 1 đội của Đông Nam Á (GPL). Sau khi kết thúc vòng Khởi động, 4 đội cuối cùng góp mặt tại vòng bảng cũng đã được xác định.

### Bảng A
| 1 | SK Telecom T1     | ~   | 2-0 | 1-1 | 2-0 | 5 | 1 | 4  |
| 2 | Cloud9            | 0-2 | ~   | 2-0 | 1-1 | 3 | 3 | 0  |
| 3 | ahq e-Sports Club | 1-1 | 0-2 | ~   | 1-1 | 2 | 4 | -2 |
| 3 | Edward Gaming     | 0-2 | 1-1 | 1-1 | ~   | 2 | 4 | −2 |

### Bảng B
| 1 | Longzhu Gaming   | ~   | 2-0 | 2-0 | 2-0 | 6 | 0 | 6  |
| 2 | Fnatic           | 0-2 | ~   | 2-1 | 2-1 | 4 | 4 | 0  |
| 3 | Gigabyte Marines | 0-2 | 1-2 | ~   | 1-1 | 2 | 5 | −3 |
| 4 | Immortals        | 0-2 | 1-2 | 1-1 | ~   | 2 | 5 | −3 |

### Bảng C
| 1 | Royal Never Give Up     | ~   | 2-0 | 1-1 | 2-0 | 5 | 1 | 4  |
| 2 | Samsung Galaxy          | 0-2 | ~   | 2-0 | 2-0 | 4 | 2 | 2  |
| 3 | G2 Esports              | 1-1 | 0-2 | ~   | 2-0 | 3 | 3 | 0  |
| 4 | 1907 Fenerbahçe eSports | 0-2 | 0-2 | 0-2 | ~   | 0 | 6 | -6 |

### Bảng D
| 1 | World Elite  | ~   | 2-0 | 1-1 | 2-0 | 5 | 1 | 4  |
| 2 | Misfits      | 0-2 | ~   | 2-1 | 2-0 | 4 | 3 | 1  |
| 3 | Team SoloMid | 1-1 | 1-2 | ~   | 1-1 | 3 | 4 | -1 |
| 4 | Flash Wolves | 0-2 | 0-2 | 1-1 | ~   | 1 | 5 | −4 |

## Vòng đấu loại trực tiếp
|  | Tứ kết | Tứ kết              | Tứ kết              |                     |               | Bán kết       | Bán kết | Bán kết |  |  | Chung kết | Chung kết | Chung kết |  |
|  |        |                     |                     |                     |               |               |         |         |  |  |           |           |           |  |
|  | A1     | SK Telecom T1       | 3                   |                     |               |               |         |         |  |  |           |           |           |  |
|  | A1     | SK Telecom T1       | 3                   |                     |               |               |         |         |  |  |           |           |           |  |
|  | D2     | Misfits             | 2                   |                     |               |               |         |         |  |  |           |           |           |  |
|  | D2     | Misfits             | 2                   |                     | SK Telecom T1 | SK Telecom T1 | 3       |         |  |  |           |           |           |  |
|  |        |                     |                     |                     | SK Telecom T1 | SK Telecom T1 | 3       |         |  |  |           |           |           |  |
|  |        |                     | Royal Never Give Up | Royal Never Give Up | 2             |               |         |         |  |  |           |           |           |  |
|  | C1     | Royal Never Give Up | Royal Never Give Up | Royal Never Give Up | 2             | 3             |         |         |  |  |           |           |           |  |
|  | C1     | Royal Never Give Up |                     |                     |               |               |         |         |  |  |           |           |           |  |
|  | B2     | Fnatic              | 1                   |                     |               |               |         |         |  |  |           |           |           |  |
|  | B2     | Fnatic              | 1                   |                     | SK Telecom T1 | SK Telecom T1 | 0       |         |  |  |           |           |           |  |
|  |        |                     |                     |                     |               |               |         |         |  |  |           |           |           |  |
|  |        |                     | Samsung Galaxy      | Samsung Galaxy      | 3             |               |         |         |  |  |           |           |           |  |
|  | D1     | Team WE             | Samsung Galaxy      | Samsung Galaxy      | 3             | 3             |         |         |  |  |           |           |           |  |
|  | D1     | Team WE             |                     |                     |               |               |         |         |  |  |           |           |           |  |
|  | A2     | Cloud9              | 2                   |                     |               |               |         |         |  |  |           |           |           |  |
|  | A2     | Cloud9              | 2                   |                     | Team WE       | Team WE       | 1       |         |  |  |           |           |           |  |
|  |        |                     |                     |                     | Team WE       | Team WE       | 1       |         |  |  |           |           |           |  |
|  |        |                     | Samsung Galaxy      | Samsung Galaxy      | 3             |               |         |         |  |  |           |           |           |  |
|  | B1     | Longzhu Gaming      | Samsung Galaxy      | Samsung Galaxy      | 3             | 0             |         |         |  |  |           |           |           |  |
|  | B1     | Longzhu Gaming      |                     |                     |               |               |         |         |  |  |           |           |           |  |
|  | C2     | Samsung Galaxy      | 3                   |                     |               |               |         |         |  |  |           |           |           |  |

## Thứ hạng chung cuộc

### Danh hiệu
|                                            |
| F.MVP Samsung Galaxy Park "Ruler" Jae-hyuk |

|                                                            |
| 20 17 · Vô địch · LCK · Samsung Galaxy Vô địch lần thứ hai |
|                                                            |

|                   |
| Á quân LCK SKT T1 |

### Bảng xếp hạng
Kết thúc giải đấu, Samsung Galaxy đã xuất sắc giành chiến thắng 3-0 trước SK Telecom T1 để đăng quang, chấm dứt 2 năm liên tiếp SKT vô địch. Đây cũng là chức vô địch thứ hai của Samsung Galaxy, trước đó là Samsung Galaxy White. Hai đội tuyển tới từ LPL là Royal Never Give Up và Team WE giành hạng 3/4 của giải đấu này.
| Thứ hạng | Đội                 | Người chơi                | Người chơi        | Giải thưởng |
| Thứ hạng | Đội                 | ID                        | Name              | Giải thưởng |
| -------- | ------------------- | ------------------------- | ----------------- | ----------- |
| Vô địch  | Samsung Galaxy      | CuVee                     | Lee Sung-jin      | $ 1,855,114 |
| Vô địch  | Samsung Galaxy      | Ambition                  | Kang Chan-yong    | $ 1,855,114 |
| Vô địch  | Samsung Galaxy      | Crown                     | Lee Min-ho        | $ 1,855,114 |
| Vô địch  | Samsung Galaxy      | Ruler                     | Park Jae-hyeok    | $ 1,855,114 |
| Vô địch  | Samsung Galaxy      | CoreJJ                    | Jo Yon-gin        | $ 1,855,114 |
| Vô địch  | Samsung Galaxy      | Haru (dự bị)              | Kang Min-Seung    | $ 1,855,114 |
| Vô địch  | Samsung Galaxy      | Edgar (huấn luyện viên)   | Choi Woo-bum      | $ 1,855,114 |
| Á quân   | SK Telecom T1       | Huni                      | Heo Seung-hoon    | $ 667,841   |
| Á quân   | SK Telecom T1       | Peanut                    | Han Wang-ho       | $ 667,841   |
| Á quân   | SK Telecom T1       | Faker                     | Lee Sang-hyeok    | $ 667,841   |
| Á quân   | SK Telecom T1       | Bang                      | Bae Jun-sik       | $ 667,841   |
| Á quân   | SK Telecom T1       | Wolf                      | Lee Jae-wan       | $ 667,841   |
| Á quân   | SK Telecom T1       | Blank (dự bị)             | Kang Sun-gu       | $ 667,841   |
| Á quân   | SK Telecom T1       | KkOma (huấn luyện viên)   | Kim Jeong-gyun    | $ 667,841   |
| Hạng 3   | Royal Never Give Up | Letme                     | Yan Jun Ze        | $ 346,288   |
| Hạng 3   | Royal Never Give Up | Mlxg                      | Liu Shi Yu        | $ 346,288   |
| Hạng 3   | Royal Never Give Up | Xiaohu                    | Li Yuan Hao       | $ 346,288   |
| Hạng 3   | Royal Never Give Up | Uzi                       | Jian Zi Hao       | $ 346,288   |
| Hạng 3   | Royal Never Give Up | Ming                      | Shi Sen Ming      | $ 346,288   |
| Hạng 3   | Royal Never Give Up | Y1han (dự bị)             | Hu Zhi Wei        | $ 346,288   |
| Hạng 3   | Royal Never Give Up | FireFox (huấn luyện viên) | Huang Ting-Hsiang | $ 346,288   |
| Hạng 3   | Team WE             | 957                       | Yu Ke Chang       | $ 346,288   |
| Hạng 3   | Team WE             | Condi                     | Jie Xiang Ren     | $ 346,288   |
| Hạng 3   | Team WE             | Xiye                      | Wei Su Han        | $ 346,288   |
| Hạng 3   | Team WE             | Mystic                    | Jin Sung-Jun      | $ 346,288   |
| Hạng 3   | Team WE             | Zero                      | Nam Dong-Hyun     | $ 346,288   |
| Hạng 3   | Team WE             | Ben (dự bị)               | Yoon Kyung-Sub    | $ 346,288   |
| Hạng 3   | Team WE             | Homme (huấn luyện viên)   | Kim Nam-hoon      | $ 346,288   |

## Bế mạc
Trước khi trận chung kết diễn ra, vào tối 3 tháng 11, tại Trung tâm thể thao dưới nước quốc gia Bắc Kinh đã diễn ra buổi trình diễn âm nhạc hoành tráng kéo dài 90 phút với sự góp mặt của Alan Walker cùng nhiều nghệ sĩ khác.